# Michael Gira

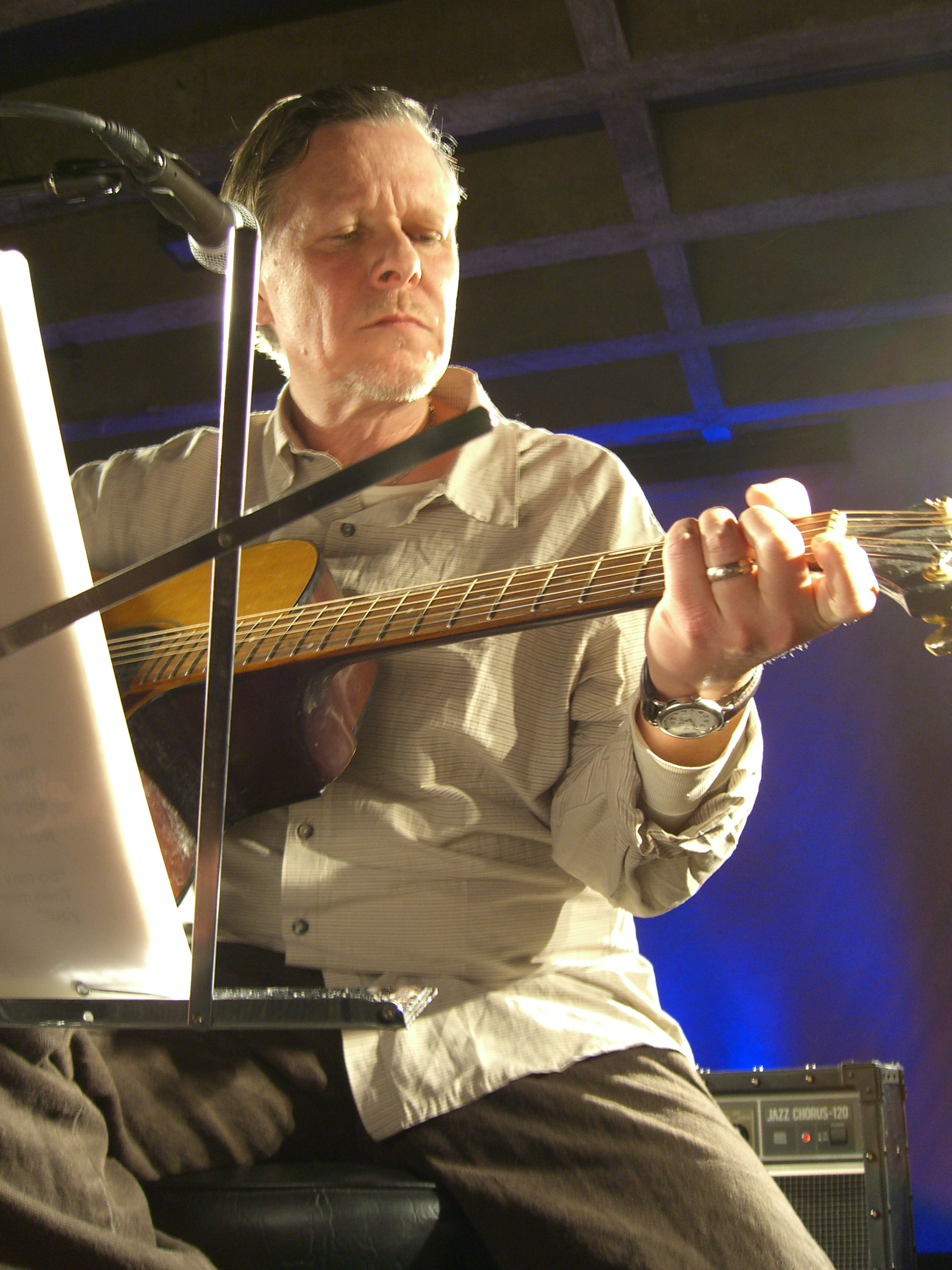
Michael Gira, 2009 in Portland (Oregon)

Michael Rolfe Gira (* 19. Februar 1954 in Los Angeles) ist ein US-amerikanischer Musiker, Gründer und Bandchef der Formation Swans und Betreiber des Musiklabels Young God Records.

## Biografie
Michael Rolfe Gira wurde 1954 geboren und wuchs in einem Vorort von Los Angeles auf. Nach der Trennung seiner Eltern lebte er zunächst bei seiner Mutter. Wegen Drogenkonsums wurde er mit zwölf Jahren der Obhut seines im US-Bundesstaat Indiana lebenden Vaters unterstellt. Gira riss nach seiner Schilderung mehrfach von zuhause aus. Seine Reisen führten ihn u. a. nach Amsterdam, Istanbul und nach Israel. Dort wurde er wegen Drogenbesitzes und -handels verurteilt und verbrachte – noch minderjährig – mehrere Wochen im Gefängnis, arbeitete u. a. in einer Kupfermine und lebte bei der Familie einer aus Persien geflohenen Jüdin. Gira verarbeitete diesen Abschnitt seines Lebens später u. a. in den Liedern My True Body und Lena’s Song. Schließlich nahm er Kontakt mit seinem Vater auf und kehrte im gegenseitigen Einvernehmen zu seiner Mutter in die USA zurück.
Er besuchte mehrere Schulen, jedoch ohne einen regulären Abschluss zu machen, zuletzt die Kunstschule Otis Academy Art Institute. In dieser Zeit entwickelte er ein Interesse an der Punk-, Industrial- und No-Wave-Musik. Er edierte das Fanzine No Magazine, gründete die kurzlebige Band Little Cripples und verbrachte einige Zeit in der Punk-Szene in San Francisco, von der er sich bald wieder abwandte.
1978/79 zog Gira nach New York. Er gründete die Formation Circus Mort, die sich nach Erscheinen nur einer EP wieder auflöste, und anschließend, um 1981/82, die Band Swans. Mit dem Einstieg des Gitarristen Norman Westberg und des Percussionisten Roli Mosimann erhielten die Swans das Bandprofil, das sie die nächsten Jahre beibehalten sollten. Zunächst durchliefen die Swans eine mit monoton-rhythmischen und atonalen Klängen experimentierende Power-Rock-Phase. Beginnend mit ihrer Cover-Version von Joy Divisions Love Will Tear Us Apart und dem 1987 erschienenen Album Children of God arbeiteten sie sowohl orchestrale als auch akustische, mitunter folkloristische Klänge in ihre Kompositionen ein. Sängerin Jarboe schloss sich 1984/85 den Swans an. Gemeinsam gründeten Gira und Jarboe, die zu dieser Zeit auch privat liiert waren, das Projekt Skin und brachten parallel zu ihrer Arbeit an den Swans drei Alben heraus.
Anhaltende Probleme mit Plattenfirmen und Distributoren als auch seine persönliche Frustration über den trotz künstlerischer Anerkennung ausbleibenden kommerziellen Erfolg bewegten Gira schließlich, die Swans 1997 aufzulösen. Gira und Jarboe arbeiteten bereits seit geraumer Zeit an Soloprojekten; nach einem kleinen Beitrag Jarboes zu Giras Projekt The Body Lovers/The Body Haters gingen die beiden endgültig getrennte Wege. Dessen ungeachtet organisierte er 1999 ein Benefizkonzert zugunsten von Jarboe, um die bei einer Auseinandersetzung schwer verletzte Sängerin zu unterstützen.
Ebenfalls 1999 erschien das erste Album von Giras neuer Band Angels of Light, deren Alben wie die der Swans mit häufig wechselnder Besetzung eingespielt wurden. Musikalisch lag die Gewichtung jetzt gänzlich auf Folk-, Psychedelic- und Progressive Rock. Neben seinen eigenen Projekten produzierte und vertreibt Gira auf seinem Label Young God Records die Künstler und Bands Akron/Family, Devendra Banhart, Ulan Bator, Calla, David Coulter, Flux Information Sciences, Lisa Germano, Larsen, Jean Marie Mathoul, Mi and L’au, (Charlemagne) Palestine und Windsor For The Derby. 1995 erschien zudem eine Sammlung mit Kurzgeschichten und Gedichten Giras unter dem Titel The Consumer.
2010 reformierte Gira die Swans. Die neue Besetzung vereinte mit Norman Westberg auch eines der frühesten Bandmitglieder, wohingegen Jarboe weder auf dem Album My Father Will Guide Me up a Rope to the Sky noch auf der ausgedehnten Tournee präsent war.

## Diskografie
- Circus Mort EP – (1981)
- Swans EP – (1982)
- Swans: Filth – (1983)
- Swans: Cop – (1984)
- Swans: Young God EP – (1984)
- Michael Gira/Lydia Lunch: Hard Rock (Spoken-Word-Split-MC) – (1984)
- Swans: Greed – (1986)
- Swans: Holy Money – (1986)
- Swans: Public Castration Is A Good Idea (Live) – (1986)
- Swans: A Long Slow Screw (VHS) – (1986)
- Swans: Children of God – (1987)
- Swans: Feel Good Now (Live) – (1987)
- Skin: Blood, Women, Roses (1987)
- Skin: Shame, Humility, Revenge (1988)
- The World of Skin (Zusammenstellung der Titel von Blood, Women, Roses und Shame, Humility, Revenge) (1988)
- Swans: The Burning World – (1989)
- Swans: Anonymous Bodies in an Empty Room (Live) – (1990)
- The World of Skin: Ten Songs for Another World (1990)
- Swans: White Light from the Mouth of Infinity – (1991)
- Swans: Body to Body, Job to Job (Unreleased Recordings 1982–1985) – (1991)
- Swans: Love of Life – (1992)
- Swans: Omniscience (Live) – (1992)
- Swans: The Great Annihilator – (1995)
- Swans: Kill the Child (Live) – (1995)
- Swans: Swans Related Project: M. Gira – Drainland / Swans Related Project: Jarboe – Sacrificial Cake (3 LP-Album) – (1995)
- Swans: Die Tür ist zu – (1996)
- Swans: Soundtracks for the Blind – (1996)
- Swans: Swans Are Dead (Live) – (1998)
- The Body Lovers: Number One of Three – (1998)
- The Body Haters: 34:13 – (1998)
- The Angels of Light: New Mother – (1999)
- Swans: Various Failures 1988-1992 (Compilation) – (1999)
- The Angels of Light: How I Loved You – (1999)
- Michael Gira With Guests: Benefit CD – Jarboe Emergency Medical Fund – (1999)
- Michael Gira: The Somniloquist (Spoken Word Album) – (1999)
- Michael Gira: Solo Recordings at Home – (2001)
- Michael Gira & Dan Matz: What We Did – (2001)
- The Angels of Light: We Were Alive – (2002)
- Michael Gira: Living '02 – (2002)
- The Angels of Light: Everything Is Good Here/Please Come Home – (2003)
- Swans: Forever Burned (Compilation) – (2003)
- Michael Gira: I Am Singing to You from My Room – (2004)
- Jarboe: Mystery of Faith – Unreleased Pieces: Swans + World of Skin (Compilation) (2004)
- Akron/Family and Angels of Light (Split-Album) – (2005)
- Angels of Light: The Angels of Light Sing Other People – (2005)
- Michael Gira: Songs for a Dog – (2006)
- Angels of Light: We Are Him – (2007)
- Michael Gira: I Am Not Insane – (2010)
- Swans: My Father Will Guide Me up a Rope to the Sky – (2010)
- Swans: We Rose From Your Bed With The Sun In Our Head – (2012)
- Swans: The Seer – (2012)
- Swans: To Be Kind – (2014)
- Swans: The Glowing Man – (2016)
- Swans: Leaving Meaning – (2019)
- Swans: The Beggar – (2023)

## Nachweise
1. 1 2  Interview (Memento des Originals vom 30. November 2015 im Internet Archive)  Info: Der Archivlink wurde automatisch eingesetzt und noch nicht geprüft. Bitte prüfe Original- und Archivlink gemäß Anleitung und entferne dann diesen Hinweis. in BB Gun Magazine, Nr. 6, 2003, abgerufen auf Younggodrecords.com am 26. Mai 2012.
2. ↑  Interview in Pitchfork vom 22. Mai 2005, abgerufen auf Pitchfork.com am 26. Mai 2012.